# Hallescher Blattkäfer

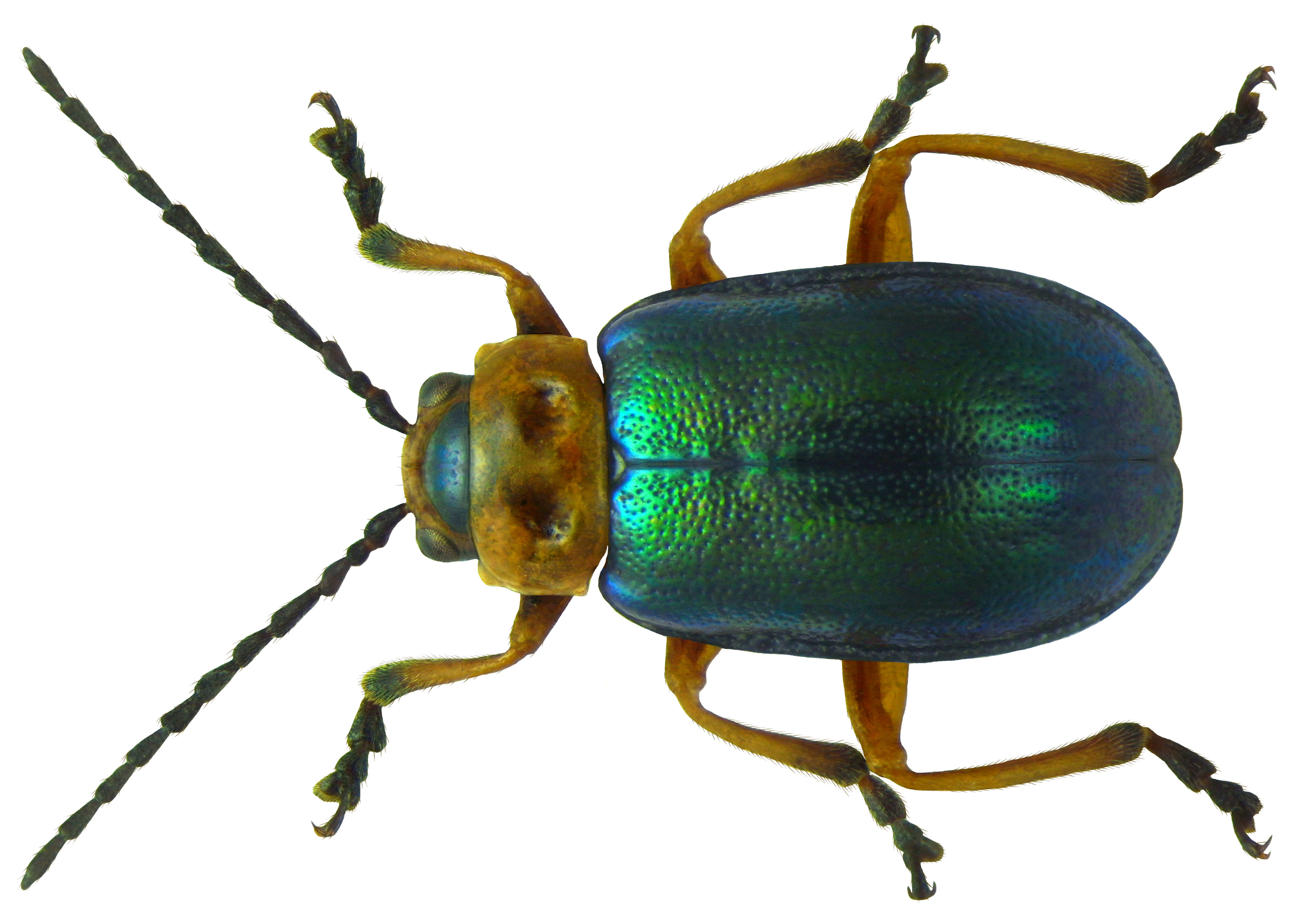
Präparat – Dorsalansicht

Der Hallesche Blattkäfer (Sermylassa halensis) ist ein Käfer aus der Familie der Blattkäfer (Chrysomelidae).

## Merkmale
Die Käfer erreichen eine Länge von 5–7 mm. Kopf, Beine und Halsschild sind gelb-orange. Die Tarsen sind dunkel gefärbt. Die Flügeldecken und der Hinterkopf von Sermylassa halensis sind metallisch glänzend in den Farben blau, grün oder seltener kupfern.
Der Halsschild besitzt zwei Vertiefungen. Die Schulterbeule ist gut erkennbar.

## Verbreitung
Sermylassa halensis ist die einzige in Europa vorkommende Art ihrer Gattung. Die Art ist in Europa weit verbreitet. Sie kommt auf den Britischen Inseln und in Süd-Skandinavien vor. Im Osten reicht ihr Vorkommen bis an den Ural.

## Lebensweise
Die Käfer fliegen von Juli bis September. Man findet sie an Waldrändern, häufig an Labkräutern (Galium).